# Maevia
Genre
Maevia est un genre d'araignées aranéomorphes de la famille des Salticidae.

## Distribution
Les espèces de ce genre se rencontrent en Amérique et en Asie du Sud-Est.

## Liste des espèces
Selon World Spider Catalog (version 20.0, 24/01/2019) :
- Maevia albozonata Hasselt, 1882
- Maevia expansa Barnes, 1955
- Maevia gracilipes Taczanowski, 1878
- Maevia inclemens (Walckenaer, 1837)
- Maevia intermedia Barnes, 1955
- Maevia quadrilineata Hasselt, 1882
- Maevia susiformis Taczanowski, 1878
- Maevia trilineata Taczanowski, 1878

Selon The World Spider Catalog 19.5 :
- † Maevia eureka Riquelme & Menéndez-Acuña, 2017

## Publication originale
- C. L. Koch, 1846 : Die Arachniden. Nürnberg, vol. 13, p. 1-234 (texte intégral).